# Египтология
Египтоло́гия (нем. Ägyptologie, англ. Egyptology, фр. Égyptologie; араб.  علوم المصريات‎ ‘Улю́м аль-масрия́т — «науки о Египте»), — комплексная наука, изучающая Древний Египет, отрасль востоковедения; может также рассматриваться как ветвь археологии. Хронология изучения охватывает период с конца 6-го тысячелетия до н. э. и до середины 1-го тысячелетия н. э. — конец доисторического периода (Додинастический Египет), древний мир (Династический, Эллинистический, Римский Египет) и начало раннего средневековья (Византийский Египет). Предметом египтологии являются история, культура, религия, искусство, язык, письмо, литература Древнего Египта, археологические памятники, повседневная жизнь и многие другие аспекты. Составной частью египтологии являются папирология, коптология, демотология, птолемаистика, мероистика, суданская археология. Существуют также множество маргинальных учений и практик, обобщённо именуемых «пирамидологией»: псевдонаучные и эзотерические интерпретации способов строительства египетских пирамид, а также объяснения их назначения в жизни египтян.
Наибольшее число египтологических центров — около пятнадцати — существуют и осуществляют подготовку специалистов в Германии; именно в Германии было реализовано семитомное издание египтологического лексикона (с международным участием). Поддерживаются египтологические центры в Лондоне, Оксфорде, Париже, Вене, Лейдене, Риме, Москве, Санкт-Петербурге. Благодаря эмиграции европейских специалистов в 1930—1940-х годах развивались египтологические центры США (Нью-Йорк, Бостон, Энн-Арбор). В большинстве случаев они существуют в городах, где имеются музеи с коллекциями египетских древностей. С 1947 года функционирует Международная ассоциация египтологов, с 1976 года проводятся Международные египтологические конгрессы, 23-й из которых прошёл в августе 2023 года в Лейдене.

## Объект и предмет египтологии

### Терминология. Специфика науки египтологии

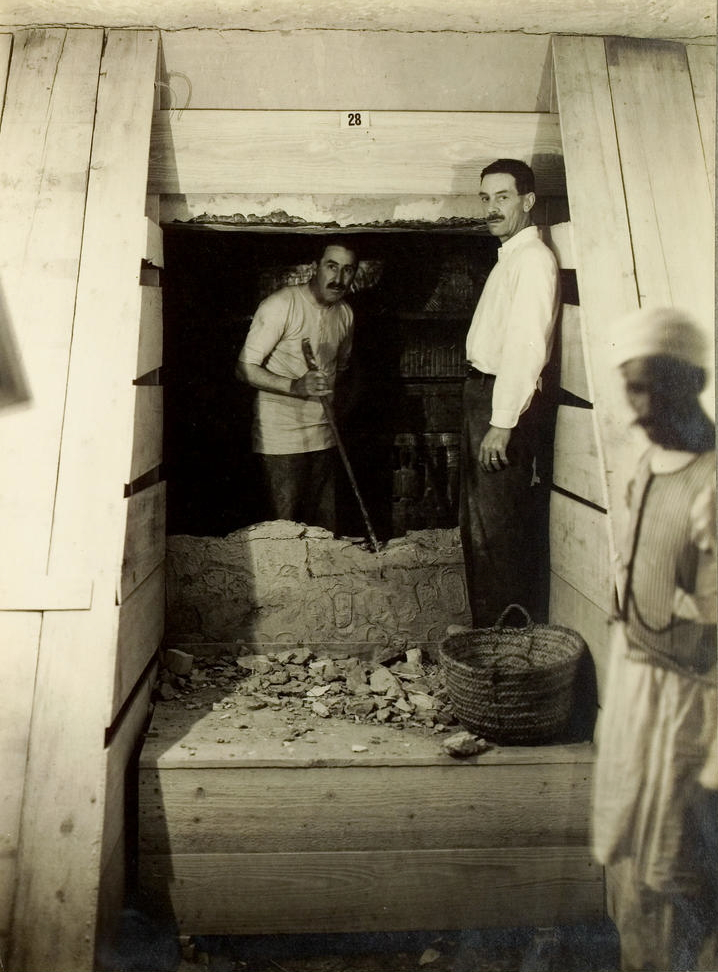
Говард Картер (в глубине) и Артур Мэйс открывают вход в гробницу Тутанхамона. Фото Гарри Бёртона 1923 года

Время возникновения египтологической науки в собственном смысле этого слова дискутируется. Большинство исследователей относят этот процесс к периоду от египетского похода Наполеона 1798 года до публикации Шампольоном «Письма г-ну Дасье» в сентябре 1822 года. Термин «египтолог» (фр. égyptologue) фиксируется во французском языке к 1827 году, прилагательное «égyptologique» с 1856 года; Оксфордский английский словарь включает термин «египтология» от издания 1859 года. Дискуссионными являются и хронологические границы предмета исследования египтологии и периодизация египтологии как науки. Объём понятия «египтология» огромен, так как объединяет более десяти дисциплин, изучающих все аспекты древнеегипетской цивилизации, начиная от климатических и геологических особенностей, а также культуру, общество и историю с древнейших времён до завершения письменной традиции. В институционном смысле эти науки иногда не имеют между собой ничего общего, кроме предмета изучения. Историк Джейсон Томпсон подчёркивал, что «специалист по Древнему царству может быть бесконечно далёк от проблем Нового царства или греко-римской эпохи, тогда как исследователи додинастического периода зачастую существуют в своём собственном мире». С начала XX века невозможно существование египтологов-универсалов, способных компетентно судить обо всех аспектах развития цивилизации на всём её временно́м протяжении. Наиболее известный широкой публике Говард Картер в строгом смысле слова не был египтологом, так как по образованию являлся музейным иллюстратором, который на практике приобрёл квалификацию полевого археолога.
По определению историка Яна Ассмана, спецификой египтологической науки является «неразрывное единство филологии и археологии». Базой египтологии является изучение египетского письма и египетского языка, тогда как археологическая методология не является специфичной для египтологов и служит своего рода вспомогательной дисциплиной. Особенностью египтологии как историко-филологической и востоковедческой дисциплины является то, что это наука о целостной цивилизации, которая в комплексе исследует все аспекты Древнего Египта: его язык и литературу, религию, экономику, искусство, повседневность и прочее. В этом смысле демотология и коптология, по крайней мере, в институциональном смысле, являются автономными дисциплинами, так как коптологи не занимаются языческой египетской религией и культурой и иероглифическими текстами, а демотология практически ограничена эпохами Птолемеев и Римского Египта. Ян Ассман, отталкиваясь от времени существования египетского письма, предлагал считать предметом изучения египтологов все явления, события и сущности, происходившие в стране пирамид между 3150 годом до н. э. по 350 год нашей эры. Эти особенности объясняются, прежде всего, источниковой базой. Первоначальный этап становления египтологии был неотделим от коллекционирования и изучения египетского искусства, немалая часть текстов дошла в виде монументальной эпиграфики, и значительная часть предметов искусства и каменных построек Древнего Египта подписана или снабжена более или менее пространными надписями. Египетская археология сосредоточена на расчистке древних памятников и извлечении из песков музейных экспонатов, нежели на исследовании культурных контекстов. Археология Египта веками была сознательно нацелена на исследования сакральных памятников и инвентаря погребений. Раскопки глинобитных поселений и кварталов, населённых низшими сословиями, трудоёмки, требуют огромных материальных и людских затрат, определяя нежелание учёных и финансирующих их фондов тратить на это средства. В силу перечисленных причин египтологи по преимуществу ограничивают себя элитарной культурной Древнего Египта, в том числе в контексте её саморефлексии и самоопределения. Немецкий учёный Томас Герцен отмечал, что это с высокой вероятностью означает крайнее искажение существующих в науке представлений о древнем обществе Нильской долины.

### Египетская археология

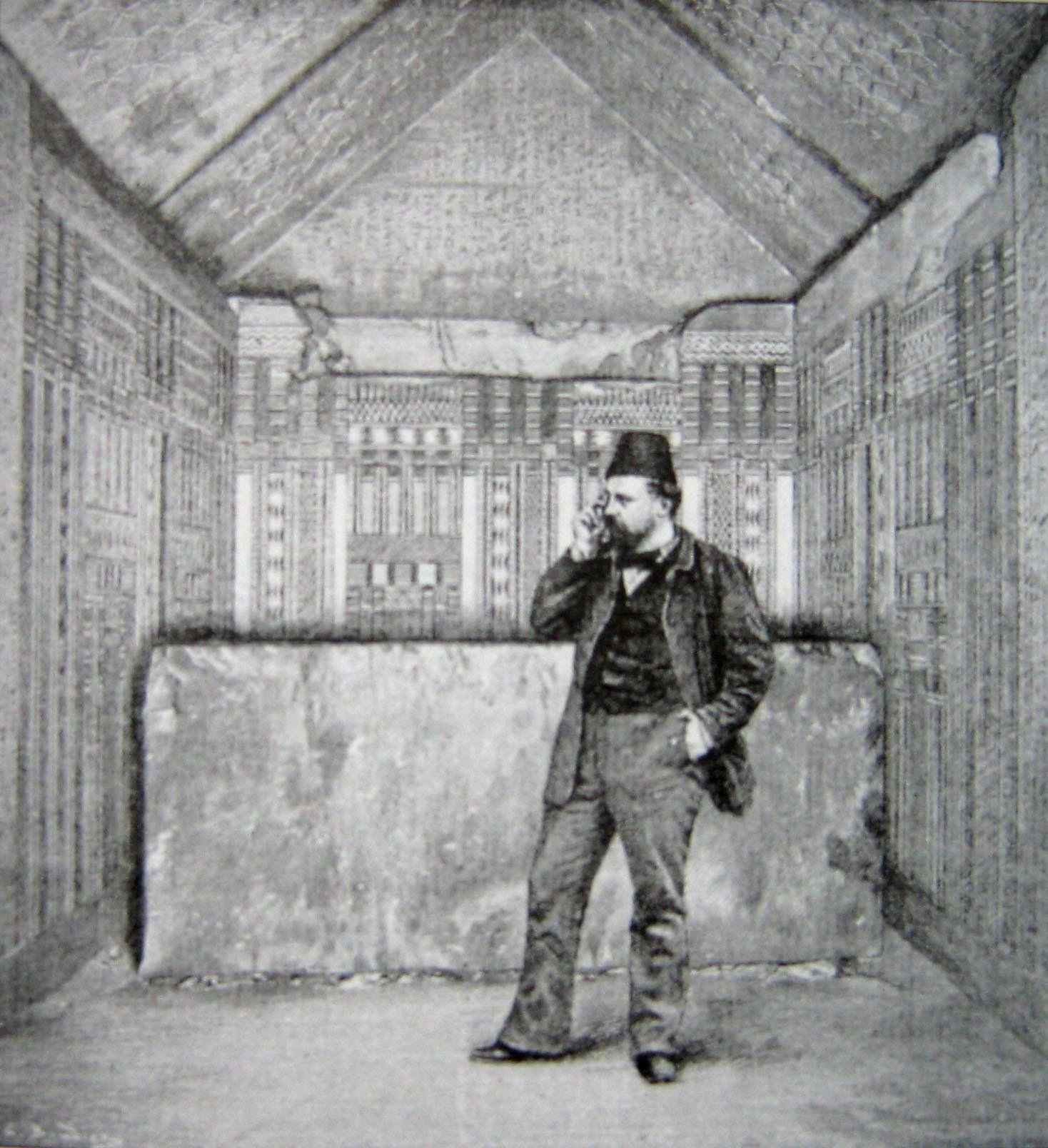
Г. Масперо в гробнице Униса, 1881 год

Археолог Кэтрин Бэрд, рассматривая египетскую археологию, уточняла, что хотя эта наука базируется на естественнонаучных методах и принципах, сама по себе носит прикладной характер и не имеет методологии, направленной на выявление общих схем и закономерностей. Раскопки археологических памятников — полные или частичные, приводят к уничтожению культурного слоя, после чего можно пользоваться только полученными данными; многое здесь зависит от скорости раскопок и тщательности фиксации результатов. Археологические свидетельства всегда фрагментарны, и на основе неполных данных археологи вынуждены заниматься моделированием или реконструкцией прошлого. Спецификой именно египетской археологии является соотносимость находок династических периодов с многочисленными каменными постройками, из которых лучше всего сохраняются погребальные памятники. Предмет египетской археологии шире собственно египтологии, так как включает исследование доисторических культур на территории Нильской долины и дельты, а также древних культур прилегающих пустынь, оазисов, территорий древней Нубии и Синайского полуострова. Ещё одной особенностью археологии является её тесная связанность с древними письменными свидетельствами, которые единственно способны поместить найденные материальные объекты в исторический контекст. В свою очередь, интерпретация археологических свидетельств может подкрепить исторические свидетельства, почерпнутые из письменных источников. Зачастую археологические данные противоречат письменным. Египетская археология тесно пересекается с библеистикой, историей искусства, ближневосточной и классической археологией, а также антропологией. Как научная дисциплина, оформившаяся к концу XIX века, египетская археология моложе собственно египтологии.

## История египтологии

### Предыстория: античные и средневековые исследования
| Античные авторы о Египте         | Античные авторы о Египте                       | Античные авторы о Египте                                       |
| -------------------------------- | ---------------------------------------------- | -------------------------------------------------------------- |
| Древнегреческие                  |                                                |                                                                |
| Геродот V в. до н. э.            | Книга II. Евтерпа Книга III. Талия             | «История» др.-греч. Ἱστορίαι                                   |
| Гекатей Абдерский IV в. до н. э. | фрагменты                                      | «Египтиака» † др.-греч. Ἀιγυπτιακά                             |
| Диодор Сицилийский I в. до н. э. | Книга I , Книга XVI, Книга XVII.               | «Историческая библиотека» др.-греч. Βιβλιοθήκη ἱστορική        |
| Древнеримские                    |                                                |                                                                |
| Аммиан Марцеллин IV в.           | Книга XVII, Гл. 4 (1-23) Книга XXII, Гл. 15-16 | «Деяния в тридцати одной книге» лат. Rerum gestarum libri XXXI |
| Средневековые авторы о Египте    |                                                |                                                                |

Одним из первых иноземных исследователей Египта, вероятно, был милетский философ и математик Фалес, совершивший своё полулегендарное путешествие в эту страну на рубеже VII—VI веков до н. э. По преданию он изучал древнеегипетскую геометрию и измерял высоту пирамид по их тени. Первое описание Египта, сделанное не египтянином и дошедшее до наших дней, принадлежит галикарнасскому историку Геродоту. Известно, что в V веке до н. э. он сам путешествовал в долину Нила, но в рассказах о Египте, в созданной им «Истории», имел заимствования из Гекатея Милетского, который посетил Египет ранее — в IV веке до н. э. Впоследствии различные древнегреческие исследователи попадали в Египет на волне общей экспансии эллинов, а с установлением здесь власти македонской династии Птолемеев, а затем римлян, страна вошла в сферу эллинистического и, позднее, римского культурного влияния. Для античного мира Египет стал открытым и в этот период было создано множество древнегреческих и латинских текстов по его исследованиям. Посетивший берега Нила в I веке до н. э. Диодор Сицилийский, написал о первобытной жизни египтян, их космогонии, теологии и зоогонии, им рассматривался вопрос о Египте, как прародине человечества. Также он оставил сообщения об архитектурных сооружениях, и, в частности, о пирамидах — которые так поразили воображение греков, что они отнесли их к одному из «семи чудес света». Античные авторы ссылающиеся на Манефона (IV—III вв. до н. э.). Помимо известных науке трудов о Египте, множество работ не сохранилось и пересказаны фрагментами у других античных авторов — «Египтиака» Гекатея Абдерского, труд о Египте в 3 книгах Александра Полиистора и другие.

#### Римский период
Страбон (I век до н. э. — I век н. э.), Клавдий Птолемей (I—II века). В IV веке историк Аммиан Марцеллин, также посетивший Египет, подробно описал города и провинции страны, её обычаи и природу. В описаниях Аммианом обелисков города Фивы зафиксировано важное свидетельство интереса в ту эпоху к египетскому письму — он сообщает о книге некоего Гермапиона, в которой имелся перевод иероглифов на греческий язык. Аммиан приводит перевод сделанный с одного из фиванских обелисков доставленного в цирк Рима. Также им была высказана богохульная впоследствии для христиан мысль, что Иисус в «возвышенном полёте своих речей» черпал мудрость от египтян. Ещё попытался расшифровать египетскую иероглифическую письменность, был «один из последних представителей египетского жречества» Гораполлон (IV век). Первоначальные знания о Древнем Египте в большинстве своём были бессистемными.
| Древнегреческие                  | Древнегреческие                             | Древнегреческие         | Древнегреческие                                     |                                                | Древнеримские                              | Древнеримские                     | Древнеримские                         | Древнеримские                     |
| Гекатей Милетский VI в. до н. э. |                                             | фрагменты               | «Землеописание» † др.-греч. Περίοδος γῆς            |                                                | Апулей II в.                               | Посвящение Луция в таинства Изиды | Книга XI Гл. 21-25                    | «Метаморфозы» лат. Metamorphoseon |
| Арриан I—II вв.                  | Пребывание Александра Македонского в Египте | Гл. 1–5                 | «Анабасис Александра» др.-греч. Ἀλεξάνδρου ἀνάβασις |                                                |                                            |                                   |                                       |                                   |
|                                  |                                             |                         |                                                     | Позднеримские, византийские, раннехристианские |                                            |                                   |                                       |                                   |
|                                  |                                             |                         |                                                     | аноним IV в.                                   | Сведения о Египте и Александрии            | Гл. 34, 37                        | географический трактат                |                                   |
| Еврейские                        | Еврейские                                   | Еврейские               | Еврейские                                           | Аврелий Августин 354—430 гг.                   | О мудрости египтян и христианских пророков | Книга XVIII Гл. 37, 39, 40        | «О граде Божьем» лат. De Civitate Dei |                                   |
| Артапан                          | Пребывание Моисея в Египте, казни и Исход   | фрагменты у других авт. | «О евреях» † др.-греч. Περὶ ̓Ιουδαίων                |                                                |                                            |                                   |                                       |                                   |

### Египтомания и первые музеи

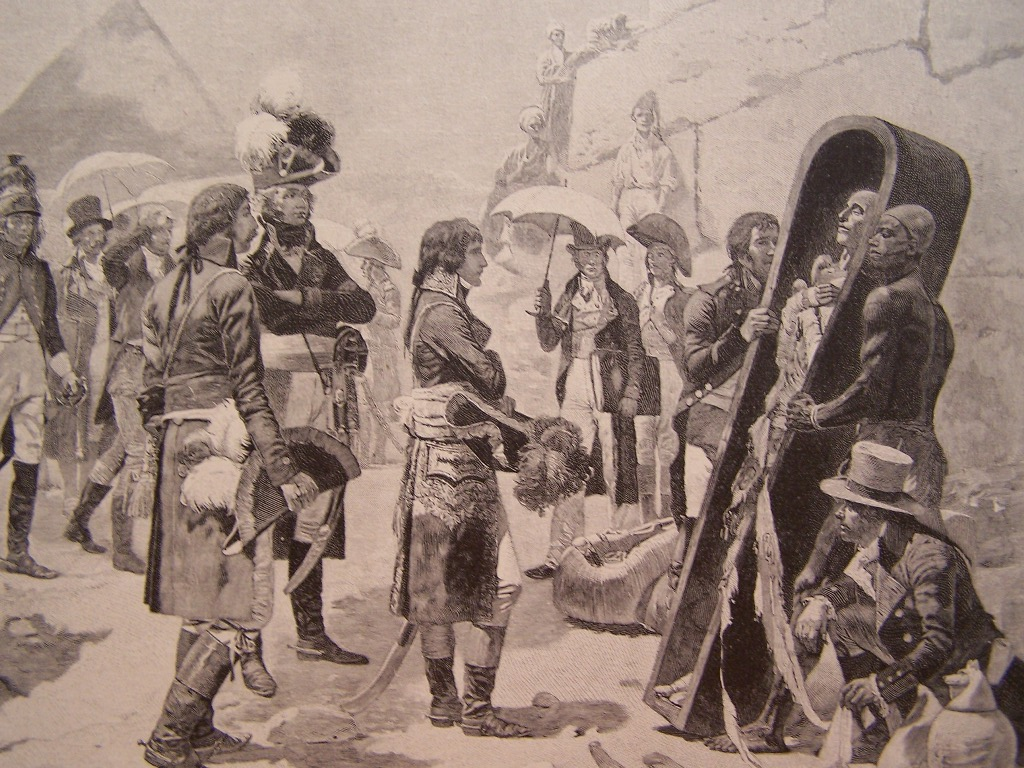
Наполеон в Египте.

С эпохи классического гуманизма (XIV—XVI века) в Европе зарождается наука семитология и другие отрасли ориенталистики, развивается изучение родственных египетскому семитских языков. Расширяя знания о Древнем Востоке, ряд лингвистов-ориенталистов периодически предпринимали попытки дешифровки письма древних египтян: в XVII веке — немецкий учёный-иезуит А. Кирхер (помимо попыток дешифровки иероглифов, составивший грамматику коптского языка), в XVIII веке — У. Уомбертон, французский китаист Ж. де Гинь и другие, но все они не имели успеха. С начала XIX века ситуация вокруг проблемы изучения египетской цивилизации значительно улучшилась, поспособствовало этому множество древностей, вывезенных с берегов Нила в Европу, а также общий подъём интереса к Древнему Египту. Причиной этих событий стал захват Османского Египта французскими войсками в ходе кампании Наполеона 1798—1801 годов. Офицеры и солдаты армии императора, а также сопровождавшие его учёные, художники и просто авантюристы, вывозили и продавали находки древнеегипетской культуры. Ставший французским консулом в Египте, полковник Б. Дроветти, около десятилетия охотился за древностями страны пирамид, не гнушаясь никакими средствами для их приобретения. Вместе с соперником-англичанином Генри Солтом, они стали основными поставщиками на возникший в Европе своеобразный рынок древнеегипетских артефактов. В 1798 году Наполеоном был создан Институт Египта, его деятельность не препятствовала масштабному разграблению страны, но для египтологии значима серия публикаций, ставшая результатом труда около 160 учёных, 2000 художников и 400 гравёров — «Описание Египта». Член отделения искусств этого института, гравёр Д. Виван-Денон, также издал в Париже в 1802 году зарисовки древних памятников Египта и, во многом благодаря ему, Европу захлестнула так называемая «египтомания». Мотивы древнеегипетского искусства стали атрибутом французского имперского стиля ампир, а одну из граней эпохи романтизма составляла мода на всё египетское. В 1804 году Д. Виван-Денон был назначен директором Наполеоновского музея (позднее Лувр), но египетский отдел в нём был создан только в 1826 году, так как Великобританией были конфискованы награбленные французами в Египте ценности — с тех пор они выставляются в Британском музее Лондона. Коллекция Б. Дроветти не попала в руки англичан и в 1824 году была продана королю Сардинии Карлу Феликсу, на её основе возник Египетский музей в Турине. Часть собрания Б. Дроветти осела в музеях Парижа и Берлина.

### Дешифровка иероглифов и становление науки

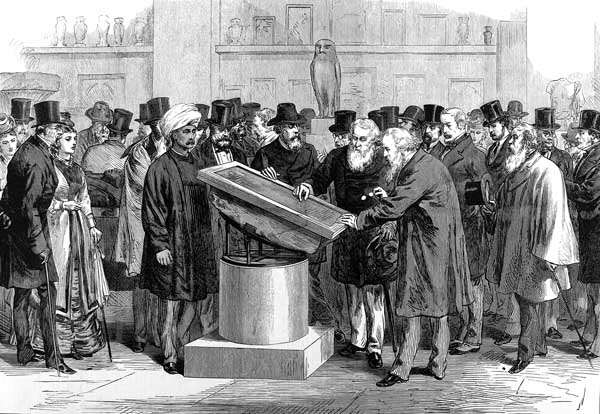
Проверка экспертами «Розеттского камня» во время Международного конгресса востоковедов в 1874 г.

Найденный в 1799 году офицером армии Наполеона, так называемый, «Розеттский камень», с идентичными по содержанию иероглифическим, демотическим и греческим текстами, первым дал ключ к дешифровке египетских иероглифов. Сначала работа различных исследователей над его переводом была безуспешна. Французский арабист А. И. Сильвестр де Саси и шведский ориенталист Ю. Д. Окерблад сумели понять, что по крайней мере часть знаков египетского письма отображала не слова, а звуки, однако они проигнорировали консонантный характер египетского письма, что выглядит особенно удивительным, учитывая то, что учёные были семитологами, хорошо знакомыми с консонантными письменностями. Датскому учёному Й. Соэга удалось определить, что имена фараонов в текстах окружаются рамкой (картушем). Заинтересовавшийся проблемой дешифровки египетских иероглифов физик и востоковед Т. Юнг сумел определить звуковое значение нескольких иероглифов и вплотную подошёл к дешифровке Розетского камня.
Началом научной египтологии принято считать публикацию французским ориенталистом и лингвистом Ж. Ф. Шампольоном 14 сентября 1822 г. «Письма к г-ну Дасье», в котором впервые в европейской научной традиции верно описывалась система египетского иероглифического письма. Учёный выступил с сообщением в Академии надписей в Париже о результатах своей дешифровки Розетского камня. В 1824 году Ж. Ф. Шампольон опубликовал «Очерк иероглифической системы древних египтян», в 1828-30 годах возглавил первую научную экспедицию в Египет, результатом которой был труд «Памятники Египта и Нубии», изданный в 1844 году при участии И. Розеллини. В этой экспедиции Ж. Ф. Шампольон собрал множество памятников, дав первое их научное описание. В 1836 году, уже после смерти Ж. Ф. Шампольона, была опубликована составленная им первая грамматика египетского языка, в 1841 г. — вышел словарь египетского языка (также посмертно). За открытиями Ж. Ф. Шампольона последовал бурный рост молодой науки.

#### «Старая школа»
Преемники Шампольона, так называемая «старая школа египтологов», занимались накоплением научного материала, изданием памятников, разрабатывали основные направления египетской филологии. Крупнейшие представители: Германия — археолог К. Р. Лепсиус, работавший над вопросами хронологии, истории, развития египетского искусства и подготовивший фундаментальное описание египетских древностей в 12‑томном труде «Памятники Египта и Эфиопии» (1849—56 гг., Lepsius K. R. Denkmäler aus Aegypten und Aethiopien); Г. Бругш издавший иероглифическо-демотический словарь; Г. Эберс; Франция — Э. де Руже и Ф. Ж. Шаба, исследовавшие иератику; С. Бёрч составивший первый полный список египетских иероглифов; Италия: И. Розеллини.

#### «Берлинская школа»
Лексикограф А. Эрман, заложивший основы современной грамматики египетского языка.
В XX веке Германия продолжала оставаться центром мировой египтологии. Важным достижением стала публикация «Берлинского словаря египетского языка» (Erman A. und Grapow H. Wörterbuch der aegyptischen Sprache, Bd. I—VII, Die Belegstellen Bd. I—V. Berlin, 1926—1953), родившегося благодаря соучастию всех крупнейших египтологов. В наши дни египтология — разветвленная научная дисциплина, представители которой работают во многих странах.

## СССР, Россия
В настоящее время египтология в России развивается в научных и учебных заведениях Москвы, Санкт-Петербурга и Новосибирска: 
|                                                | Учреждение                                                     | Структурное подразделение                                                                                     | Египтологи |
| ---------------------------------------------- | -------------------------------------------------------------- | --- | --- |
|                                                | Москва                                                         | | |
|                                                | Московский государственный университет                         | Исторический факультет, Кафедра истории древнего мира                                                         | д.и.н. Ладынин И.А. к.и.н. Томашевич О.В. аспирант Изосимов Д.И. аспирант Скоробогатова (Сенникова) П.Д. |
|                                                | Институт востоковедения РАН                                    | Отдел истории и культуры Древнего Востока                                                                     | д.и.н. Прусаков Д.Б. к.и.н. Сафронов А.В. к.и.н. Зубова (Павлова) О.И. к.и.н. Дербасова (Петрова) А.А. к.ф.н. Смагина Е.Б. к.и.н. Пронина Ю.А. к.и.н. Карлова К.Ф.                                          |
|                                                | Институт востоковедения РАН                                    | Отдел истории Востока                                                                                         | д.и.н.Кормышева (Миньковская) Э.Е. к.и.н. Лебедев М.А. к.и.н. Малых (Левченкова) С.Е. к.и.н. Ветохов С.В.                                                                                                   |
|                                                | Библиотека имени М.А. Волошина ЦБС ЦАО                         | Отдел Востока                                                                                                 | гл. хранитель Солкин В.В. к.и.н. Лаврентьева М.Ю. |
|                                                | Музей изобразительных искусств им. А.С. Пушкина                | Отдел Древнего Востока                                                                                        | к.и.н. Васильева О.А. к.иск. Дюжева О.П. к.и.н. Анохина Е.А. |
| Учебный художественный музей им. И.В. Цветаева | Музей изобразительных искусств им. А.С. Пушкина                | к.иск. Лаврентьева Н.В.                                                                                       | |
|                                                | Институт Африки РАН                                            | Центр истории и культурной антропологии                                                                       | к.и.н. Банщикова А.А. |
|                                                | Институт Всеобщей истории РАН                                  | Отдел сравнительного изучения древних цивилизаций                                                             | к.и.н. Головина В.А. |
|                                                | Государственный институт искусствознания                       | Сектор искусства стран Азии и Африки                                                                          | к.и.н. Чегодаев М.А. |
|                                                | Российский университет дружбы народов                          | Факультет русского языка и общеобразовательных дисциплин, кафедра Истории и социально-экономических дисциплин | к.и.н. Большаков В.А. |
|                                                | Университет Дмитрия Пожарского                                 | Центр Египтологии имени Б.А. Тураева                                                                          | к.и.н. Чегодаев М.А. к.иск. Лаврентьева Н.В. канд. культурологии Александрова Е.В. |
|                                                | Государственный академический университет гуманитарных наук    | Исторический факультет                                                                                        | к.иск. Миронова А.В. |
|                                                | Центр египтологических исследований РАН                        | | д.и.н. Белова Г.А. к.и.н. Иванов С.В. к.и.н. Белов А.А. Архивная копия от 6 марта 2018 на Wayback Machine к.и.н. Давыдова А.Б. к.и.н. Орехов Р.А. к.и.н. Толмачёва Е.Г. к.и.н. Шеркова Т.А. PhD Чепель Е.Ю. |
|                                                | Санкт-Петербург                                                | | |
|                                                | Санкт-Петербургский государственный университет                | Восточный факультет, Кафедра Истории Древнего Востока                                                         | д.и.н Большаков А.О. к.и.н. Макеева Н.В. к.и.н. Сущевский А.Г. к.и.н. Николаев А.Н. д.и.н. Демидчик А.Е. |
|                                                | Институт Восточных рукописей РАН                               | Отдел Древнего Востока                                                                                        | к.и.н. Богданов И.В. |
|                                                | Эрмитаж                                                        | Отдел Востока, Сектор Древнего Востока                                                                        | д.и.н Большаков А.О. к.и.н. Николаев А.Н. |
|                                                | Институт лингвистических исследований РАН                      | Лаборатория типологического изучения языков                                                                   | м.н.с. Кагиров И.А. |
|                                                | Новосибирск                                                    | | |
|                                                | Новосибирский государственный университет                      | Гуманитарный факультет, Кафедра всеобщей истории                                                              | д.и.н. Демидчик А.Е. |
|                                                | Новосибирский государственный педагогический университет       | Кафедра теории, истории культуры и музеологии                                                                 | д.и.н. Демидчик А.Е. |
|                                                | Независимый исследователь                                      | Независимый исследователь                                                                                     | к.и.н. Панов М.В. |
|                                                | Горно-Алтайск                                                  | | |
|                                                | Горно-Алтайский государственный университет                    | Историко-филологический факультет, кафедра истории и археологии                                               | к.и.н. Куликов Ф.И. |
|                                                | Самара                                                         | | |
|                                                | Самарский государственный социально-педагогический университет | Исторический факультет, кафедра всеобщей истории, права и методики обучения                                   | к.и.н. Курочкин М.В. |

Некоторые отечественные египтологи продолжили карьеру за рубежом, организуя успешные научные проекты:
- к.и.н. Пищикова Е.В. - до конца 1990-х работала в Отделе Древнего Востока ГМИИ им. А.С. Пушкина, продолжила работу в Музее Метрополитен в Нью-Йорке, где участвовала в создании выставки "Египетское искусство в эпоху пирамид" (1999-2000 гг.)[30]. С 2006 года руководит египетско-американской миссией ведущей раскопки гробниц южного Асасифа и работает в Американском Университете в Каире[31].
- к.и.н. Ильин-Томич А.А. - до 2017 года работал в Отделе истории и культуры Древнего Востока ИВ РАН. В настоящее время работает в Майнцском университете и занимается проектом "Преобразование и изменчивость в корпусе египетских имён в 2055-1550 гг. до н.э."[32]. Один из результатов - создание базы данных "Люди и имена Среднего царства".
- Соколова М.И. (независимый исследователь) - специализируется на "Текстах саркофагов" и лексикографии египетских текстов. Результаты публикуются в ведущих научных журналах[33][34][35][36][37].

Специализированным научным журналом по египтологии в России является Aegyptiaca Rossica на страницах которого публикуются научные статьи, переводы текстов и архивные документы связанные с историей египтологии в России. Также русскоязычные работы по египтологии публикуются в «Вестнике древней истории», «Восток» и других исторических журналах и сборниках.
С 2004 года ежегодно проводится специализированная научная конференция «Петербургские египтологические чтения» результаты которой публикуются раз в два года в серии «Труды Эрмитажа». А с 2013 года в Москве проходит ежегодная научная конференция «Язык(и) культуры: чтение, понимание, перевод», ежегодно публикуемая в Aegyptiaca Rossica.
Деятельность Центра египтологических исследований РАН неоднократно критиковалась за низкий уровень работ и большое количество фактических ошибок в публикациях. Диссертационные работы сотрудников Центра (М.Ю. Лаврентьевой, С.В. Иванова) получили отрицательные отзывы.

## Исследовательские организации
| Штаб-квартира                                             | Организация | Организация | Периодические публикации |
| --------------------------------------------------------- | ----------- | --- | --- |
| Берлин, Каир                                              |             | Германский археологический институт в Каире, DAI Kairo (Deutsches Archäologisches Institut Kairo, сайт), департамент Германского археологического института | - «Mitteilungen des Deutschen Archäologischen Instituts, Abteilung Kairo», MDAIC - «Sonderschriften des Deutschen Archäologischen Instituts Abteilung Kairo» - «Abhandlungen des Deutschen Archäologischen Instituts Abteilung Kairo» - «Studien zur Archäologie und Geschichte Altägyptens» |
| Лондон, Каир                                              |             | Общество исследования Египта, EES (Egypt Exploration Society, сайт)                                                                                         | - Journal of Egyptian Archaeology Архивная копия от 6 января 2019 на Wayback Machine, JEA - Egyptian Archaeology: The Bulletin of the Egypt Exploration Society, EA |
| Каир, Лейден                                              |             | Нидерландско-фламандский институт в Каире, NVIC (Netherlands-Flemish Institute in Cairo, сайт)                                                              | |
| Лейден                                                    |             | Нидерландский институт для Ближнего Востока, NINO (The Netherlands Institute for the Near East, сайт)                                                       | - Bibliotheca Orientalis, BiOr |
| Каир                                                      |             | Французский институт восточной археологии, IFAO (Institut français d’archéologie orientale, сайт)                                                           | - Bulletin de l’Institut français d’archéologie orientale, BIFAO |
| Каир                                                      |             | Верховный совет по древностям Египта, SCA (Supreme Council of Antiquities, сайт), филиал Министерства культуры Египта                                       | |
| Париж 75231 Place Marcelin-Berthelot 11 Collège de France |             | Французское египтологическое общество, SFE (Société française d'égyptologie, осн. 1923 г., сайт)                                                            | - Bulletin de la société française d'égyptologie, BSFE - Revue d'égyptologie, RdE |
| Сидней                                                    |             | Австралийский центр египтологии, ACE (Australian Centre for Egyptology, сайт)                                                                               | |

## Центры преподавания
| Город Университет                                   | Образовательное учреждение египтологии | Известные преподаватели египтологи                                               |
| --------------------------------------------------- | --- | -------------------------------------------------------------------------------- |
|                                                     | |                                                                                  |
| Австралия                                           | |                                                                                  |
| Сидней. Университет Маккуори                        | | Н. Канавати                                                                      |
| Австрия                                             | |                                                                                  |
| Вена. Венский университет                           | | Г. Юнкер                                                                         |
| Нидерланды                                          | |                                                                                  |
| Лейден, Лейденский университет                      | Гуманитарный Факультет · Отделение ближневосточной археологии · Институт египтологии                                                                     | О. Капер, M.J. Ворон, B. Харинг, Й. ван дер Влит, К. Д. ван Хеель, Р. ван Валсем |
| Лейден, Нидерландский институт для Ближнего Востока | | Дж. Ф. Боргутс, С. ван ден Ховен                                                 |
| Германия                                            | |                                                                                  |
| Берлин. Берлинский университет Гумбольдта           | Гуманитарный факульт III · Институт археологии · Отделение египтологии и археол. Сев. Африки                                                             | Р. Лепсиус, А. Эрман, К. Зете, Г. Грапов                                         |
| Берлин. Свободный университет Берлина               | Кафедра истории и культурологии (недоступная ссылка) · Институт исследования древности (недоступная ссылка) · Отделение египтологии (недоступная ссылка) |                                                                                  |
| Бонн. Рейнский университет Фридриха Вильгельма      | Гуманитарный факультет · Институте истории искусств и археологии · Отделение египтологии                                                                 | А. Видеман, Х. Бонне, Э. Эдель, Ю. Озинг, У. Росслер-Кохлер                      |
| Гейдельберг. Университет Рупрехта-Карла             | Гуманитарный факультет (недоступная ссылка) · Центр исследования древности (недоступная ссылка) · Институт египтологии (недоступная ссылка)              | Г. Ранке, Я. Ассман                                                              |
| Гёттинген. Университет Георга-Августа               | | Г. Бругш, К. Зете Г. Кеес                                                        |
| Кёльн Кёльнский университет                         | Институт египтологии |                                                                                  |
| Лейпциг. Лейпцигский университет                    | Факультете истории, искусства и востоковедения (недоступная ссылка) · Институт египтологии (недоступная ссылка)                                          | Г. Эберс, Г. Штейндорф                                                           |
| Майнц. Майнцский университет                        | Институт египтологии и Др. Востока | У. Верховен                                                                      |
| Марбург. Марбургский университет                    | Центре исследований Ближн. и Средн. Востока · Специальность египтология                                                                                  |                                                                                  |
| Мюнхен. Мюнхенский университет                      | |                                                                                  |
| Тюбинген. Тюбингенский университет                  | Гуманитарный факультет · Институт культуры Древнего Востока · Отделение египтологии                                                                      |                                                                                  |
| Египет                                              | |                                                                                  |
| Каир. Каирский университет                          | | Г. Юнкер                                                                         |
| Франция                                             | |                                                                                  |
| Париж. Университет Сорбонна-Париж IV                | | Г. Масперо, Н. Грималь                                                           |
| Париж. Коллеж де Франс                              | | Ж. Ф. Шампольон, Э. де Руже, Г. Масперо, Н. Грималь, А. Морэ                     |
| Швейцария                                           | |                                                                                  |
| Базель. Базельский университет                      | Гуманитарный факультет · Институт исследований древности · Отделение египтологии                                                                         | А. Лоприено                                                                      |

## Научные журналы по египтологии
Первым специализированным журналом по египтологии стал Zeitschrift für ägyptische Sprache und Altertumskunde, выходящий с 1863 года. В XX веке появились египтологические журналы на английском, французском и итальянском языках. С начала 1990-х годов появляются журналы, посвященные отдельным разделам египтологии (журнал по языку и литературе Lingua Aegyptia, по археологии и связям с азиатскими странами Ägypten und Levante, по древнеегипетской керамике Cahiers de la céramique égyptienne, по египетскому искусству Imago Aegypti, по истории древнего Египта Journal of Egyptian History). Научные публикации по египтологии учитываются в отраслевой библиографии Online Egyptological Bibliography (ранее: Annual Egyptological Bibliography) , в библиографической базе данных Aigyptos  и в базе Вестфальского университета .
Список специализированных научных журналов по египтологии:
- Aegyptus. Rivista italiana di egittologia e di papirologia (Милан)
- Ägypten und Levante. Zeitschrift für ägyptische Archäologie und deren Nachbargebiete (Вена)
- Annales du Service des Antiquités de l'Égypte (Каир)
- Bulletin of the Egyptological Seminar (Нью-Йорк)
- Bulletin de la Société d'Égyptologie de Genève (Женева)
- Bulletin de la Société française d'Égyptologie (Париж)
- Bulletin de l’Institut Français d’Archéologie Orientale (Каир)
- Chronique d'Égypte (Брюссель)
- Discussions in Egyptology (Оксфорд)
- Göttinger Miszellen. Beiträge zur ägyptologischen Diskussion (Гёттинген)
- Imago Aegypti (Гёттинген)
- Journal of the American Research Center in Egypt (Бостон)
- Journal of Egyptian Archaeology (Бирмингем)
- Journal of Egyptian History (Лейден)
- The Journal of the Society for the Study of Egyptian Antiquities (Торонто)
- Kêmi. Revue de philologie et d’archéologie égyptiennes et coptes (Париж, издание прекращено)
- Lingua Aegyptia (Гёттинген)
- Mitteilungen des Deutschen Archäologischen Instituts, Abteilung Kairo (Каир/Берлин)
- Revue d'égyptologie (Лёвен)
- Sphinx. Revue critique embrassant le domaine entier de égyptologie (Уппсала, издание прекращено)
- Studien zur altägyptischen Kultur (Гамбург)
- Studi di Egittologia e di Papirologia (Пиза)
- Zeitschrift für ägyptische Sprache and Altertumskunde (Берлин)

## Мумии и биомедицинская египтология

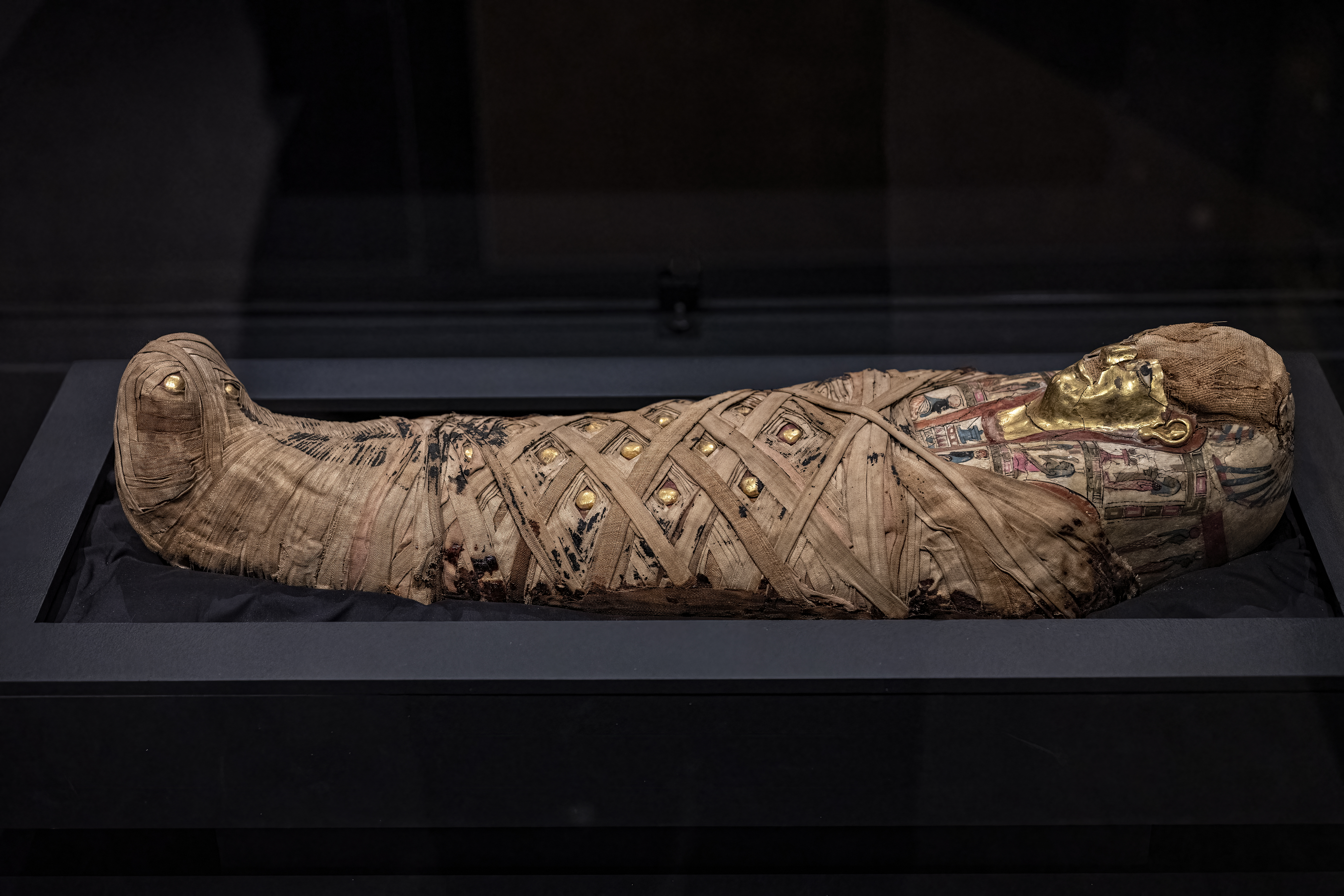
Детская мумия из Гавары в коллекции Манчестерского музея

Существование в Древнем Египте развитой технологии мумификации рано привело к оформление внутри египтологии биомедицинского направления. Хотя интерес к мумиям существовал веками, разворачивание пелен, практиковавшееся в разных европейских университетах с XVII века, давало небольшую научную отдачу. Только в 1820—1830-е годы наметилось научное изучение мумий. Лондонский врач Аугустус Боцци Гранвилл в 1825 году опубликовал открытие заболевания яичников у женской мумии, и в том же году члены Лидского философского и литературного общества впервые провели комплексное междисциплинарное исследование мумии. Однако существенный прогресс начался спустя столетие. Серьёзным прорывом стала работа в Манчестерском университете, в котором в 1908—1910 году Флиндерс Питри и Маргарет Мюррей исследовали мумии из «Гробницы двух братьев», заложив стандарт современных междисциплинарных разработок. В 1912 году были опубликованы результаты исследований анатома Графтона Смита, который последовательно провёл исследование мумий фараонов Нового царства, обнаруженных в Долине Царей. В общей сложности он анатомировал более шести тысяч мумий. В 1921 году были опубликованы работы бактериолога Арманда Руффера, который ввёл термин «палеопатология» и впервые систематически обратился к изучению заболеваний популяций древних людей. Серьёзные работы в области мумификации провёл химик Альфред Лукас, исследовавший мумию Тутанхамона и впервые наглядно продемонстрировавший истинность описаний техники мумификации, имеющихся у Геродота. Новая волна исследований мумий на новом техническом и научном уровне началась в конце 1960-х годов на базе Детройтского института искусств, Музея Пенсильванского университета и Королевского музея Онтарио в Торонто. Они продолжались до начала 1980-х годов. Эти исследования включали массовое исследование мумий незнатных египтян, комплексное рентгенологическое обследование мумий Рамзеса II (результаты были опубликованы в 1985 году) и Тутанхамона.

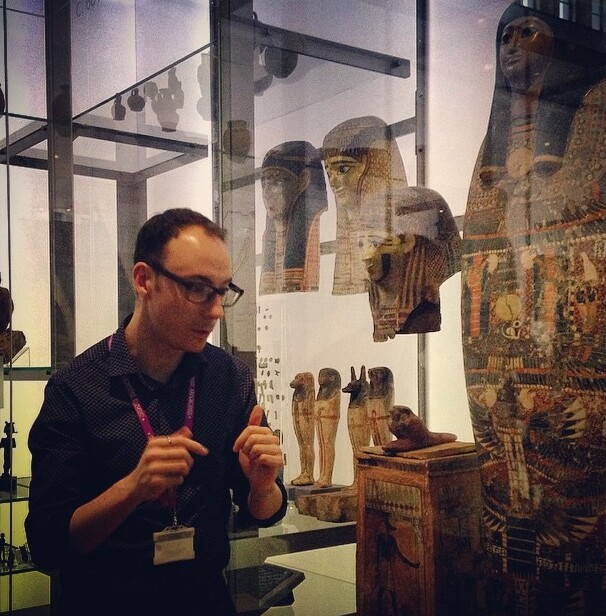
Куратор Манчестерского музея Кемпбелл Прайс в 2015 году

В 1972 году стартовал междисциплинарный Манчестерский мумийный проект (The Manchester Mummy Project), первоначально основанный на богатейшей коллекции мумий в университете, для изучения которых подключили специалистов-историков и медиков и биологов, располагающих соответствующей инфраструктурой. Разработанные участниками проекта методы широко применялись другими учёными: была поставлена задача в комплексе исследовать древнеегипетскую медицину, комплекс заболеваний, питания населения, качества жизни, собственно, професс мумификации разного времени и представителей разных сословий. На первом этапе проекта в 1973—1979 годах проводилось рентгенологическое исследование мумий; также была проверена возможность регидратации высохших биологических тканей, что позволило получать гистологические срезы для работы на оптическом и электронном микроскопе. Существенное внимание уделялось одонтологии и дактилоскопии. На практике всё было опробовано в 1975 году, когда была развёрнута мумия № 1770 из коллекции Манчестерского музея, в отношении которой широко использовались неразрушающие технологии, в частности, эндоскопия. Исследование вызвало интерес СМИ; кроме самого тела, изучался текстиль, в отношении которого применили хроматографию и радиоуглеродный анализ. В 1979 году в Манчестере была проведена международная конференция, посвящённая новым методам биомедицинских исследований в египтологии. По её результатам была запущена международная египтологическая база данных по палеопатологии. В 1984 году прошёл международный симпозиум, а телеканал BBC выпустил документальный телесериал. Второй этап проекта продолжался до 1995 года. В ходе второго этапа в 1989 году была проведена аутопсия «мумии из Лидса», вскрытой ещё в 1825 году, что было важно для разработки сравнительных методов. В 1992 году были успешно проведены исследования ДНК мумий, осуществляемые совместно с Университетом Маккуори. В 1995—2008 годах проходила третья стадия Манчестерского проекта, в ходе которой был создан Центр биомедицинской египтологии на базе естественного факультета университета. На этом этапе началось тесное сотрудничество с министерством по делам древностей Арабской республики Египет: в 1995—2005 годах осуществлялся десятилетний проект по шистосомозу, для которого древние свидетельства имели первостепенное значение. Удалось осуществить комплексное исследование эволюции болезни с XXVI века до н. э. по VII век нашей эры. Эти данные были сопоставлены с результатами обследования примерно 100 000 человек, живущих в деревнях по всей территории Египта. Результаты проекта показали эффективность иммунологического анализа мумийного материала, позволившего идентифицировать наличие циркулирующего анодного антигена, позволяющего определить активность заражения на момент смерти мумифицируемой персоны. Впервые были получены образцы ДНК возбудителя заражения, извлечённые из одной из мумий Международного банка тканей египетских мумий. Этот банк был создан на частные пожертвования в 1994 году, и должен сохранять костные и покровные ткани, зубы, волосы и ногти мумий из коллекций всего мира, кроме Египта, где было создано собственное автономное учреждение такого рода. Позднее методами масс-спектрометрии удалось определить, использовались ли древними египтянами наркотики или анальгетики, как в медицинских целях, так и в рамках религиозных или погребальных ритуалов. «The Leverhulme Trust» поддержал исследование древнеегипетской фармации, которое также должно было сочетать историческую и естественнонаучную методологию, что позволяло идентифицировать и верифицировать сведения древних литературных памятников. Пилотное исследование, опубликованное в 2008 году, проанализировало более тысячи рецептов из четырёх медицинских папирусов, и было оформлено в стиле Британского национального формуляра с подробным описанием их активных ингредиентов и терапевтической эффективности. По словам главы проекта Розали Дэвид, исследование показало, что 70 % идентифицированных древнеегипетских лекарственных средств продолжали использоваться и в XX веке.

## Музейная египтология

### Общие положения

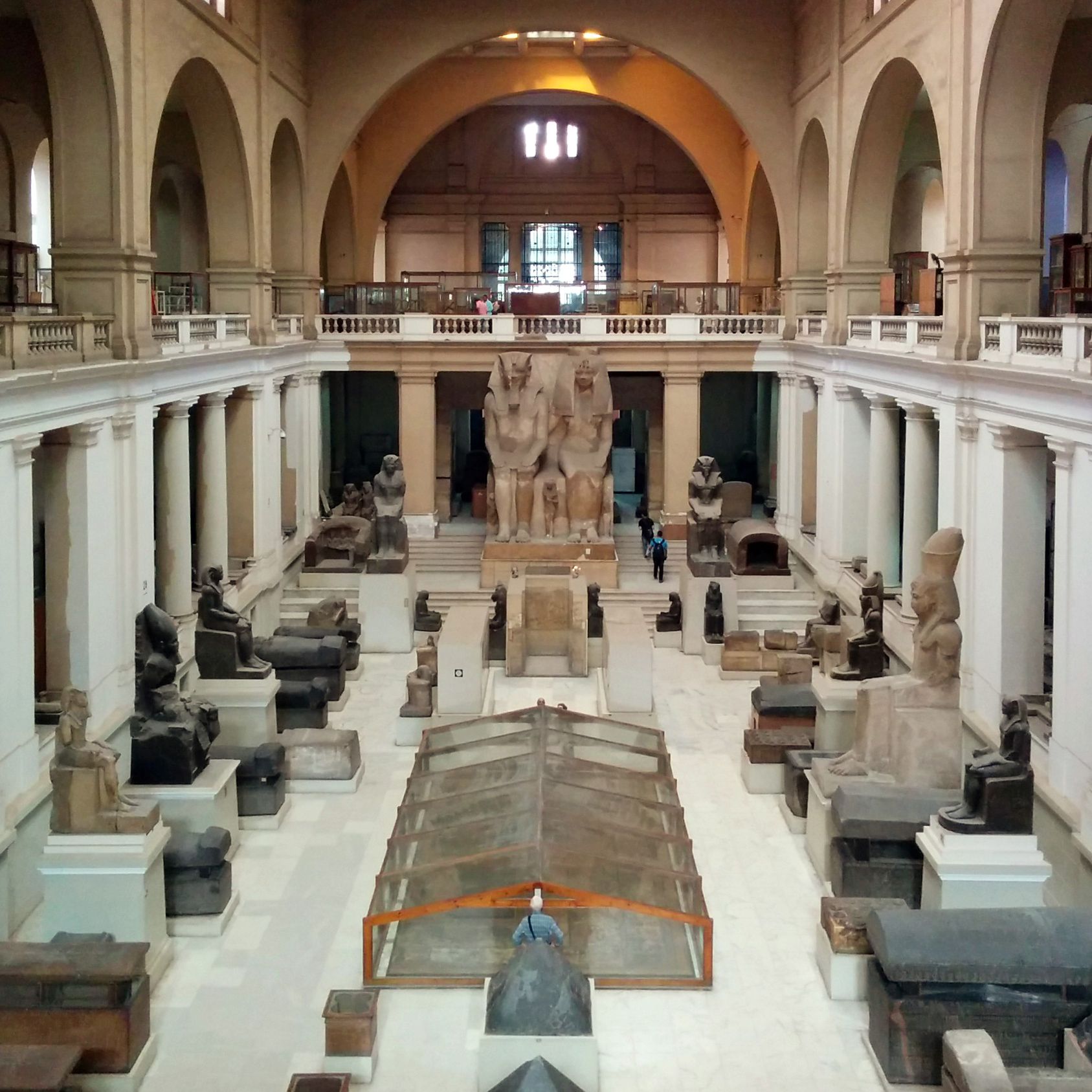
Большая галерея Каирского египетского музея. Фото 2011 года

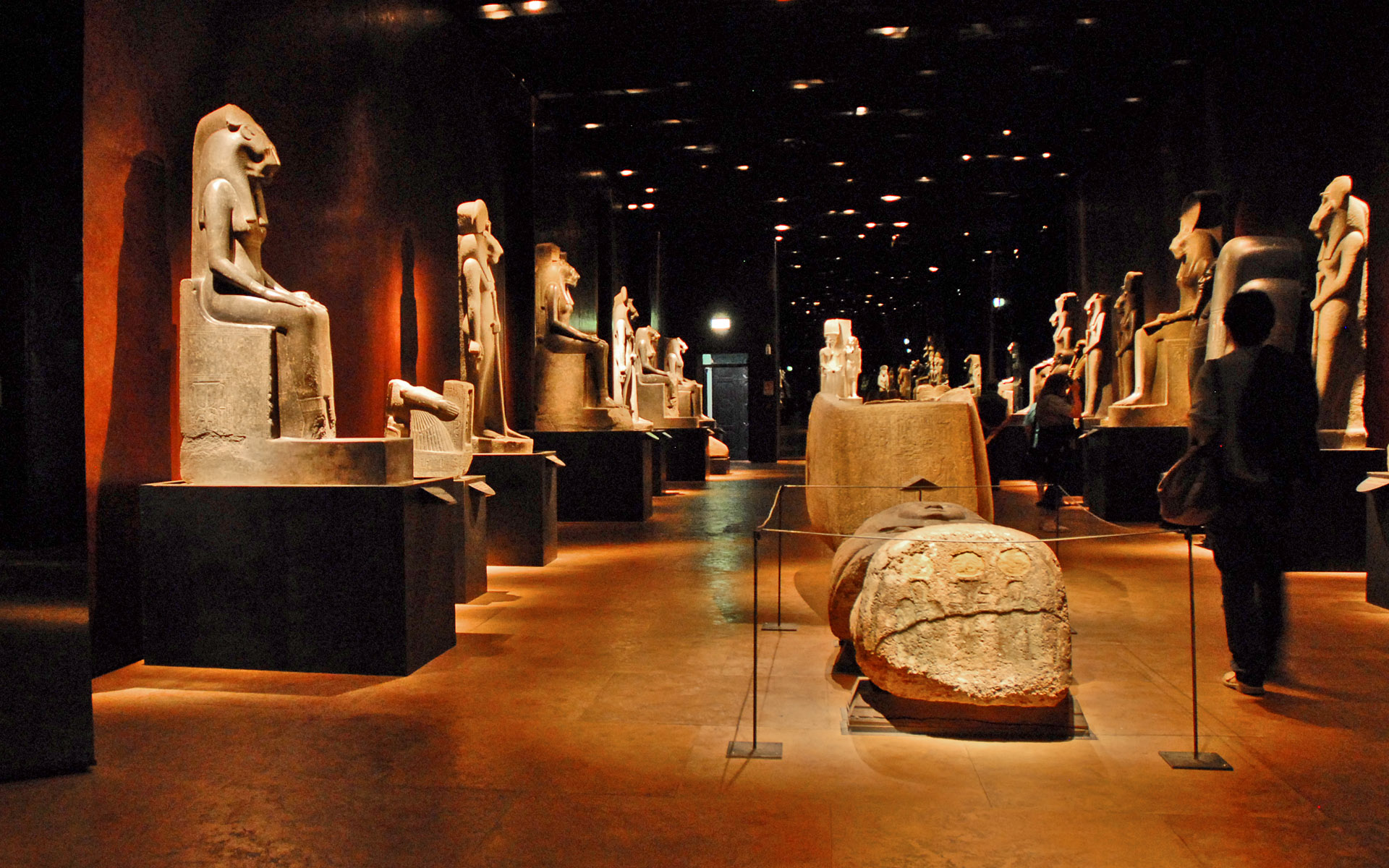
Современный вид экспозиции Египетского музея в Турине. Фото 2011 года

По мнению Кристины Риггс (Университет Восточной Англии, куратор Музея Манчестера), в эпоху империализма музеи служили опосредованной пропаганде ориентализма, то есть транслировали образ пассивного и отсталого Востока, который не способен самостоятельно распорядиться славным историческим прошлым. «Музеи сыграли фундаментальную роль в процессе отчуждения: сбор, каталогизация и экспонирование египетских древностей были неотделимы от контроля за страной, откуда они происходили». Египетский отдел в Хрустальном дворце в 1851 году смотрелся как «бедный родственник» блестящей античности, ассоциируемой с Британской империей. На Парижской всемирной выставке 1867 года египетский отдел курировал и оформлял Огюст Мариетт. В египетском павильоне совместили реконструкцию египетского храма и типичной улицы Каира. Выставленные подлинные произведения искусства стали знаковыми: диоритовая статуя Хефрена, деревянная статуя «Сельского старосты» и золотые украшения царицы Аххотеп, которые вызвали большой скандал: Мариетт отказался подарить их императрице Евгении. Великие египтологи своего поколения курировали другие всемирные выставки: Бругш в Вене в 1872 году, Флиндерс Питри и венский коллекционер Теодор Граф организовывали Колумбову выставку в Чикаго в 1893 году. Мариетт ещё в 1863 году создал в Каире Булакский музей, который пополнялся за счёт Службы древностей. В 1902 году он переехал в новое, ныне существующее здание. В 1908 году в Каире открылся Коптский музей.
Всемирные выставки, отчасти, способствовали музейному буму, и созданию в Европе и США универсальных музеев (в том числе провинциальных), создаваемых с практической целью — привития публике «образцов вкуса и техники» с целью стимулирования покупки промышленных изделий. В 1890 году был создан Музей Пенсильванского университета, один из первых музеев США, который проводил научные изыскания и раскопки, как с целью поддержки головного университета, так и для пополнения собственных коллекций. В США египетские древности в основном попадали в музеи изящных искусств, исключениями были Филдовский музей естественной истории и Музей Карнеги в Питтсбурге. Ни один из них не финансировался государством. Музеи этой эпохи выстраивались по таксономическому методу в соответствии с эволюционным принципом, что отражалось как на выставочной структуре, как и подборе коллекций. Основателю научной археологии Питт Риверсу пришлось участвовать в серьёзной дискуссии относительно размещения в Ашмолеанском музее «неподходящих» коллекций. Самостоятельный египетский отдел в Британском музее был создан в 1892 году незадолго до учреждения кафедры египтологии в Университетском колледже. На базе колледжа на основе пожертвований и коллекции Амелии Эдвардс был основан Музей египетской археологии Питри. Вплоть до третьей четверти XX века в британских музеях должности кураторов, техников, экскурсоводов не требовали университетской квалификации и чаще всего специалистов готовили прямо на рабочем месте. Это привело к тому, что в 1960—1970-е годы почти все женщины-специалисты по египтологии работали в музеях, из-за чего в академическом мире длительное время считались «вторым сортом».
Общее число египетских экспонатов в мире превышает два миллиона единиц хранения, сосредоточенных примерно в 850 музеях в 69 странах мира. По состоянию на 2006 год в одной только Великобритании насчитывалось 200 музейных коллекций египетского искусства и прочих артефактов, доступных для публичного обозрения. Крупнейшие египетские музеи по-прежнему привязаны к научно-образовательным центрам. В Германии крупнейшим является Лейпцигский египетский музей имени его создателя Георга Штейндорфа, пополнение коллекции которого начал Густав Зейфарт ещё в 1840 году. Несмотря на то, что его фонды оказались разгромлены во время Второй мировой войны и часть экспонатов погибла, в 1976 году музей открылся заново. К 2010 году он был существенно осовременен за счёт гранта фонда Volkswagen. На протяжении XX века менялся характер организации египтологических музеев. По оценке К. Риггс, объём фондов разросся настолько, что появилась возможность помещать раскопанный инвентарь в археологический контекст, гораздо более многочисленными и информативными сделались ярлыки и пояснительные подписи. Стали нормой каталоги выставок, содержащие обзорные статьи и подробную информацию. При этом образовательная функция египетских выставок, сформированная в предыдущие столетия, полностью сохраняется, как и таксономический способ организации материала. Наиболее часто встречается разделение на «повседневную жизнь» и погребальные практики (даже в Бостонском музее изящных искусств), хотя в египтологии утвердилась точка зрения, что почти все «погребальные» предметы (за исключением гробов и каноп) использовались в повседневной ритуальной практике. В известной степени, на современные музейные практики влияет штамп массовой культуры, что египетская цивилизации была одержима смертью (этот миф пропагандировал ещё Шампольон). Никуда не исчезли и героические мифы об отважных археологах, которые входили в погребальные камеры, набитые сокровищами. Широкое распространение тематических выставок связано и с тем, что посетители незнакомы с историческими событиями и датами. Отчасти, это связано и с современной идеологией отказа от ориенталистского мифа о вечном, вневременном Востоке.

### Музеи и коллекции
Австралия:
- Сборник египтологических материалов Университета Маккуори, Сидней

Нидерланды:

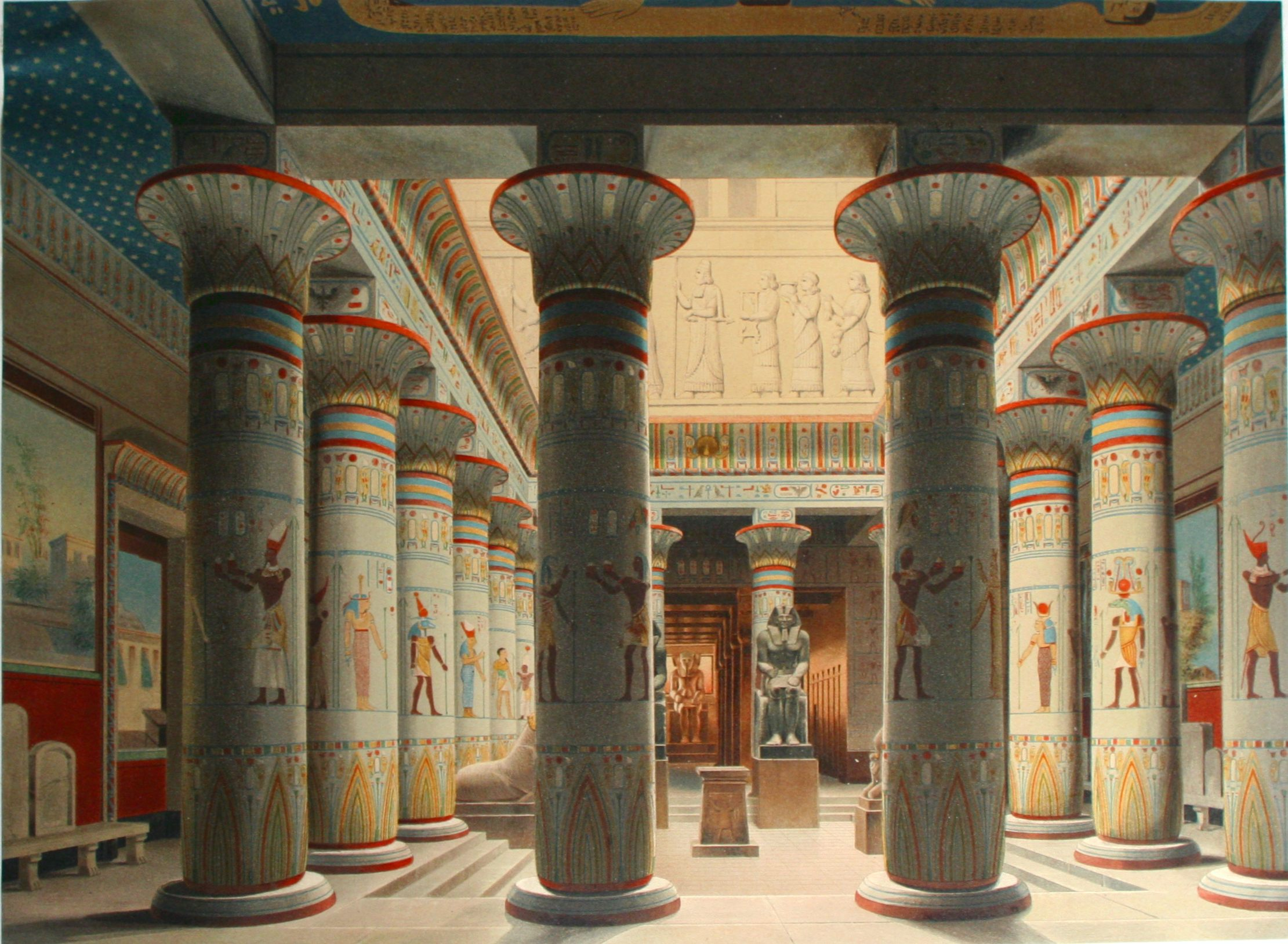
Египетский музей и собрание папирусов в Берлине, 1862 год.

- Национальный музей древностей (анг. National Museum of Antiquities), ссылка Лейден

Германия:
- Египетский музей и собрание папирусов, Берлин
- Египетский музей (нем. Ägyptisches Museum Bonn), ссылка Бонн
- Коллекция Института египтологии при Гейдельбергском университете им. Рупрехта и Карла, Гейдельберг
- Коллекция Института египтологии при Кёльнском университете, Кёльн
- Египетский музей при Лейпцигском университете (Ägyptisches Museum der Universität Leipzig), также «Египетский музей — Георг Штейндорф» (недоступная ссылка), Лейпциг (Папирус Эберса)

Наиболее объёмным и представительным собранием египетских древностей является Каирский египетский музей. Его коллекция, документируемая с 1858 года, включает более ста тысяч экспонатов. Г. Масперо и Л. Борхардт на базе музея начали составление единого международного каталога египетских находок, который продолжает выпускаться и в XXI веке. Пополняется и единая цифровая база данных египетских коллекций. С конца XX века в Египте осуществляется проект создания ряда региональных музеев, в фонды которых передаются коллекции из Каира и Александрии. Это позволяет разгрузить столицу, приблизить находки к местам их географического обнаружения и создания, а также восполнить пробелы по хронологии и представить как можно больше экспонатов публике. В 1997 году в Асуане открылся Нубийский музей. В 2001 году был впервые открыт музей под открытым небом на базе заупокойного храма Мернептаха. В Саккаре в 2006 году открылся отдельный музей Имхотепа. Для Египта характерна крайняя неравномерность посещаемости определённых музеев местными жителями и иностранными туристами. Так, в Новой Александрийской библиотеке, которая сочетает функции культурно-просветительского и музейного учреждения, 57 % посетителей являются египтянами, а в Луксорском музее местные жители составляют не более 16 % всех учтённых посетителей. В 2017 году частично были открыты фонды Национального музея египетской цивилизации в Фустате, ожидается ввод в строй Большого Египетского музея.

### Комментарии
1. ↑  Сохранились в пересказе у Евсевия Кесарийского («Евангельские приуготовления» IX 18. 1; IX 23. 1-4; IX 27. 1-37), при этом он излагает Артопана не в виде цитат, а в передаче Александра Полиистора. Также труд «О евреях» частично находит параллели у Климента Александрийского («Строматы» I 23. 154, 2-3) (см. Артапан Архивная копия от 31 августа 2011 на Wayback Machine. Православная Энциклопедия).
2. ↑  Другое название «Иудаика» (др.-греч.  ̓Ιουδαϊκά). Этот труд Артапана, как отдельная работа, упоминается у Евсевия Кесарийского, но большинство современных исследователей считают, что речь идет об одном и том же произведении (см. Артапан Архивная копия от 31 августа 2011 на Wayback Machine. Православная Энциклопедия).

### Музейные коллекции и египтологические ассоциации
- Digital Egypt for Universities. A learning and teaching resource for higher education. University College London. Дата обращения: 18 мая 2023.
- Digital Topographical Bibliography. Griffith Institute, University of Oxford. Дата обращения: 4 июня 2023.
- The Egyptian Museum and Papyrus collection of Berlin. Дата обращения: 18 мая 2023.
- The International Association of Egyptologists. Дата обращения: 18 мая 2023.
- Langue et textes égyptiens sur internet (фр.). Thotweb. Дата обращения: 18 мая 2023.
- The mummy project. Unwrapped: Manchester Mummy 1770. The University of Manchester. Дата обращения: 4 июня 2023.
- Кулаков А., Соколова М. Египтологический изборник. Классическая гимназия Ю. А. Шичалина (2004—2011). Дата обращения: 18 мая 2023.
- Центр египтологических исследований Российской академии наук.

### Образовательные программы и египтологические учебные заведения
- Egyptology Graduate Program List. The Bryn Mawr College Egyptology Association. Дата обращения: 19 июня 2023.
- Egyptological Institutions Worldwide. International Association of Egyptologists. Дата обращения: 21 июня 2023.
- Egyptology: The Study of Ancient Egypt. QS World Ranking in Archaeology. Keith & Shirley Campbell Library. Rowan University. Дата обращения: 19 июня 2023.
- Where to study Egyptology? International Association of Egyptologists. Дата обращения: 19 июня 2023.
- Египтология (языки, история и культура древнего Египта). Восточный факультет. Санкт-Петербургский государственный университет. Дата обращения: 19 июня 2023.